# Maria I van Engeland
Maria (Mary) Tudor (Greenwich, 18 februari 1516 — Londen, 17 november 1558) was koningin van Engeland van 1553 tot 1558 en afkomstig uit het Huis Tudor. Zij was een dochter van Hendrik VIII en zijn eerste echtgenote Catharina van Aragon. Zij verwierf de bijnamen 'de Katholieke' en 'de Bloedige' (Bloody Mary).
Toen haar vader zich van Catharina liet scheiden (het huwelijk werd ongeldig verklaard), werd Maria door hem als bastaard bestempeld. Ook werd ze van haar moeder afgezonderd. Na de dood (door onthoofding) van Anna Boleyn, Hendriks tweede echtgenote, werd Maria weer in genade aangenomen. Later betreurde zij dat ze met Hendriks voorwaarden (erkenning van haar vader als hoofd van de Engelse Kerk en het accepteren van haar bastaardstatus) akkoord was gegaan. Maria bleef in het geheim haar geloof belijden. Ook tijdens de regering van haar halfbroer Eduard VI (zoon van Hendrik en zijn derde vrouw Jane Seymour) werd haar het leven zeer moeilijk gemaakt.
Ten tijde van het overlijden van Eduard in 1553 had het protestantisme in Engeland zo veel aanhang gewonnen dat een rivale naar voren werd geschoven: Maria's nicht Lady Jane Grey. De sympathie van het volk lag echter aan de zijde van Maria en al snel overwon zij de tegenstand voor haar troonsbestijging. Ze wist te ontkomen aan arrestatie en verzamelde troepen in het kasteel van Framlingham. De Engelse Privy Council, die zich onder invloed van Northumberland had uitgesproken voor Jane Grey, koos na dier vertrek uit de Tower of London de zijde van Maria en riep haar op 19 juli 1553 uit tot koningin. Vervolgens werd ze op 1 oktober gekroond door de katholieke bisschop Stephen Gardiner. Ze was de eerste queen regnant in de Engelse geschiedenis.
De eerste maanden was Maria gematigd in haar optreden ten opzichte van haar vroegere vijanden en het protestantisme. Na zich te hebben verzekerd van de steun van haar neef, keizer Karel V, begon ze eind 1553 maatregelen tot herstel van het rooms-katholicisme te nemen, terwijl een huwelijk met Karels zoon Filips II werd voorbereid. Wat voor haar de doorslag gaf om toe te stemmen, was de vereniging van Engeland met de Nederlanden. Tijdens de huwelijksonderhandelingen liet Karel zijn ambassadeur Simon Renard, die het volste vertrouwen van Maria genoot, de concessie maken dat Don Carlos niet de Nederlanden zou erven. De overeenkomst die naar aanleiding van dat huwelijk werd gesloten, bepaalde dat Filips koning van Engeland zou heten, maar geen persoonlijke macht zou krijgen en ook van de opvolging uitgesloten zou blijven. Wel zouden de kinderen uit het huwelijk het recht van opvolging hebben.
Bekend was dat Maria geen groot politica was; zij wilde Filips huwen om steun te vinden bij haar streven het rooms-katholieke geloof in Engeland weer de overhand te geven. Het huwelijk stuitte dan ook op verzet. Onder leiding van Thomas Wyatt en de vader van Jane Grey, Henry Grey, brak een opstand uit. Na de onderdrukking daarvan huwde Maria met Filips op 25 juli 1554 met de handschoen en in juli 1555 te Londen. Filips bleef achttien maanden in Engeland. Ondertussen begon de hevige vervolging van de protestanten waaraan zij haar bijnaam "Bloody Mary" te wijten heeft en waarvan de grondlegger van de Anglicaanse Kerk, Thomas Cranmer, de prominentste van de vele slachtoffers werd.
Maria voelde weinig voor deelname aan de reeds tientallen jaren durende oorlog van Spanje tegen Frankrijk, die ook door het Engelse parlement niet gewenst werd. Filips had Maria echter vooral gehuwd om Engeland tot bondgenoot te krijgen. Tijdens een kort verblijf in Engeland in het voorjaar van 1557 wist hij haar een oorlogsverklaring aan Frankrijk af te dwingen. Dit was de laatste keer dat zij haar echtgenoot zag. Filips' aandacht werd opgeëist door de vele problemen in zijn eigen land en door de toenemende dreiging van het Ottomaanse Rijk. Maria meende twee keer zwanger te zijn geworden, maar dat bleek ingebeeld te zijn. De zo gewenste katholieke troonopvolger kwam er dus niet. In 1558 stierf zij, vermoedelijk wegens een aandoening aan de hypofyse. Zij heeft nog moeten meemaken dat Calais, de laatste Engelse bezitting in Frankrijk, in 1558 verloren ging door Filips' begonnen oorlog tegen Frankrijk.
Zij werd opgevolgd door haar protestantse halfzuster Elizabeth I, de dochter van Anna Boleyn (de tweede vrouw van Hendrik VIII).

## Kwartierstaat (voorouders)
| Edmund Tudor (1430-1456) | Edmund Tudor (1430-1456) | Edmund Tudor (1430-1456) | Edmund Tudor (1430-1456) | Edmund Tudor (1430-1456)             | Edmund Tudor (1430-1456)             | Margaret Beaufort (1443-1509)        | Margaret Beaufort (1443-1509)        | Margaret Beaufort (1443-1509)        | Margaret Beaufort (1443-1509)        | Margaret Beaufort (1443-1509)         | Margaret Beaufort (1443-1509)         |                                       |                                       | Eduard IV van Engeland (1442-1483)    | Eduard IV van Engeland (1442-1483)    | Eduard IV van Engeland (1442-1483) | Eduard IV van Engeland (1442-1483) | Eduard IV van Engeland (1442-1483) | Eduard IV van Engeland (1442-1483) | Elizabeth Woodville (1437-1492) | Elizabeth Woodville (1437-1492) | Elizabeth Woodville (1437-1492) | Elizabeth Woodville (1437-1492) | Elizabeth Woodville (1437-1492)  | Elizabeth Woodville (1437-1492) |  |  | Johan II van Aragón (1398-1479) | Johan II van Aragón (1398-1479) | Johan II van Aragón (1398-1479) | Johan II van Aragón (1398-1479) | Johan II van Aragón (1398-1479)     | Johan II van Aragón (1398-1479)     | Johanna Enríquez (1425-1468)        | Johanna Enríquez (1425-1468)        | Johanna Enríquez (1425-1468)        | Johanna Enríquez (1425-1468)        | Johanna Enríquez (1425-1468)     | Johanna Enríquez (1425-1468)     |                                  |                                  | Johan II van Castilië (1405-1454) | Johan II van Castilië (1405-1454) | Johan II van Castilië (1405-1454)   | Johan II van Castilië (1405-1454)   | Johan II van Castilië (1405-1454)   | Johan II van Castilië (1405-1454)   | Isabella van Portugal (1428-1496)   | Isabella van Portugal (1428-1496)   | Isabella van Portugal (1428-1496) | Isabella van Portugal (1428-1496) | Isabella van Portugal (1428-1496) | Isabella van Portugal (1428-1496) |  |  |  |  |  |  |  |  |  |  |  |  |  |  |  |  |  |  |  |  |  |  |  |  |  |  |  |  |  |  |  |  |  |  |  |  |  |  |  |  |  |  |  |  |  |  |  |  |
| Edmund Tudor (1430-1456) | Edmund Tudor (1430-1456) | Edmund Tudor (1430-1456) | Edmund Tudor (1430-1456) | Edmund Tudor (1430-1456)             | Edmund Tudor (1430-1456)             | Margaret Beaufort (1443-1509)        | Margaret Beaufort (1443-1509)        | Margaret Beaufort (1443-1509)        | Margaret Beaufort (1443-1509)        | Margaret Beaufort (1443-1509)         | Margaret Beaufort (1443-1509)         |                                       |                                       | Eduard IV van Engeland (1442-1483)    | Eduard IV van Engeland (1442-1483)    | Eduard IV van Engeland (1442-1483) | Eduard IV van Engeland (1442-1483) | Eduard IV van Engeland (1442-1483) | Eduard IV van Engeland (1442-1483) | Elizabeth Woodville (1437-1492) | Elizabeth Woodville (1437-1492) | Elizabeth Woodville (1437-1492) | Elizabeth Woodville (1437-1492) | Elizabeth Woodville (1437-1492)  | Elizabeth Woodville (1437-1492) |  |  | Johan II van Aragón (1398-1479) | Johan II van Aragón (1398-1479) | Johan II van Aragón (1398-1479) | Johan II van Aragón (1398-1479) | Johan II van Aragón (1398-1479)     | Johan II van Aragón (1398-1479)     | Johanna Enríquez (1425-1468)        | Johanna Enríquez (1425-1468)        | Johanna Enríquez (1425-1468)        | Johanna Enríquez (1425-1468)        | Johanna Enríquez (1425-1468)     | Johanna Enríquez (1425-1468)     |                                  |                                  | Johan II van Castilië (1405-1454) | Johan II van Castilië (1405-1454) | Johan II van Castilië (1405-1454)   | Johan II van Castilië (1405-1454)   | Johan II van Castilië (1405-1454)   | Johan II van Castilië (1405-1454)   | Isabella van Portugal (1428-1496)   | Isabella van Portugal (1428-1496)   | Isabella van Portugal (1428-1496) | Isabella van Portugal (1428-1496) | Isabella van Portugal (1428-1496) | Isabella van Portugal (1428-1496) |  |  |  |  |  |  |  |  |  |  |  |  |  |  |  |  |  |  |  |  |  |  |  |  |  |  |  |  |  |  |  |  |  |  |  |  |  |  |  |  |  |  |  |  |  |  |  |  |
|                          |                          |                          |                          |                                      |                                      |                                      |                                      |                                      |                                      |                                       |                                       |                                       |                                       |                                       |                                       |                                    |                                    |                                    |                                    |                                 |                                 |                                 |                                 |                                  |                                 |  |  |                                 |                                 |                                 |                                 |                                     |                                     |                                     |                                     |                                     |                                     |                                  |                                  |                                  |                                  |                                   |                                   |                                     |                                     |                                     |                                     |                                     |                                     |                                   |                                   |                                   |                                   |  |  |  |  |  |  |  |  |  |  |  |  |  |  |  |  |  |  |  |  |  |  |  |  |  |  |  |  |  |  |  |  |  |  |  |  |  |  |  |  |  |  |  |  |  |  |  |  |
|                          |                          |                          |                          | Hendrik VII van Engeland (1457-1509) | Hendrik VII van Engeland (1457-1509) | Hendrik VII van Engeland (1457-1509) | Hendrik VII van Engeland (1457-1509) | Hendrik VII van Engeland (1457-1509) | Hendrik VII van Engeland (1457-1509) |                                       |                                       |                                       |                                       |                                       |                                       | Elizabeth van York (1466-1503)     | Elizabeth van York (1466-1503)     | Elizabeth van York (1466-1503)     | Elizabeth van York (1466-1503)     | Elizabeth van York (1466-1503)  | Elizabeth van York (1466-1503)  |                                 |                                 |                                  |                                 |  |  |                                 |                                 |                                 |                                 | Ferdinand II van Aragon (1452-1516) | Ferdinand II van Aragon (1452-1516) | Ferdinand II van Aragon (1452-1516) | Ferdinand II van Aragon (1452-1516) | Ferdinand II van Aragon (1452-1516) | Ferdinand II van Aragon (1452-1516) |                                  |                                  |                                  |                                  |                                   |                                   | Isabella I van Castilië (1451-1504) | Isabella I van Castilië (1451-1504) | Isabella I van Castilië (1451-1504) | Isabella I van Castilië (1451-1504) | Isabella I van Castilië (1451-1504) | Isabella I van Castilië (1451-1504) |                                   |                                   |                                   |                                   |  |  |  |  |  |  |  |  |  |  |  |  |  |  |  |  |  |  |  |  |  |  |  |  |  |  |  |  |  |  |  |  |  |  |  |  |  |  |  |  |  |  |  |  |  |  |  |  |
|                          |                          |                          |                          | Hendrik VII van Engeland (1457-1509) | Hendrik VII van Engeland (1457-1509) | Hendrik VII van Engeland (1457-1509) | Hendrik VII van Engeland (1457-1509) | Hendrik VII van Engeland (1457-1509) | Hendrik VII van Engeland (1457-1509) |                                       |                                       |                                       |                                       |                                       |                                       | Elizabeth van York (1466-1503)     | Elizabeth van York (1466-1503)     | Elizabeth van York (1466-1503)     | Elizabeth van York (1466-1503)     | Elizabeth van York (1466-1503)  | Elizabeth van York (1466-1503)  |                                 |                                 |                                  |                                 |  |  |                                 |                                 |                                 |                                 | Ferdinand II van Aragon (1452-1516) | Ferdinand II van Aragon (1452-1516) | Ferdinand II van Aragon (1452-1516) | Ferdinand II van Aragon (1452-1516) | Ferdinand II van Aragon (1452-1516) | Ferdinand II van Aragon (1452-1516) |                                  |                                  |                                  |                                  |                                   |                                   | Isabella I van Castilië (1451-1504) | Isabella I van Castilië (1451-1504) | Isabella I van Castilië (1451-1504) | Isabella I van Castilië (1451-1504) | Isabella I van Castilië (1451-1504) | Isabella I van Castilië (1451-1504) |                                   |                                   |                                   |                                   |  |  |  |  |  |  |  |  |  |  |  |  |  |  |  |  |  |  |  |  |  |  |  |  |  |  |  |  |  |  |  |  |  |  |  |  |  |  |  |  |  |  |  |  |  |  |  |  |
|                          |                          |                          |                          |                                      |                                      |                                      |                                      |                                      |                                      | Hendrik VIII van Engeland (1491-1547) | Hendrik VIII van Engeland (1491-1547) | Hendrik VIII van Engeland (1491-1547) | Hendrik VIII van Engeland (1491-1547) | Hendrik VIII van Engeland (1491-1547) | Hendrik VIII van Engeland (1491-1547) |                                    |                                    |                                    |                                    |                                 |                                 |                                 |                                 |                                  |                                 |  |  |                                 |                                 |                                 |                                 |                                     |                                     |                                     |                                     |                                     |                                     | Catharina van Aragon (1485-1536) | Catharina van Aragon (1485-1536) | Catharina van Aragon (1485-1536) | Catharina van Aragon (1485-1536) | Catharina van Aragon (1485-1536)  | Catharina van Aragon (1485-1536)  |                                     |                                     |                                     |                                     |                                     |                                     |                                   |                                   |                                   |                                   |  |  |  |  |  |  |  |  |  |  |  |  |  |  |  |  |  |  |  |  |  |  |  |  |  |  |  |  |  |  |  |  |  |  |  |  |  |  |  |  |  |  |  |  |  |  |  |  |
|                          |                          |                          |                          |                                      |                                      |                                      |                                      |                                      |                                      | Hendrik VIII van Engeland (1491-1547) | Hendrik VIII van Engeland (1491-1547) | Hendrik VIII van Engeland (1491-1547) | Hendrik VIII van Engeland (1491-1547) | Hendrik VIII van Engeland (1491-1547) | Hendrik VIII van Engeland (1491-1547) |                                    |                                    |                                    |                                    |                                 |                                 |                                 |                                 |                                  |                                 |  |  |                                 |                                 |                                 |                                 |                                     |                                     |                                     |                                     |                                     |                                     | Catharina van Aragon (1485-1536) | Catharina van Aragon (1485-1536) | Catharina van Aragon (1485-1536) | Catharina van Aragon (1485-1536) | Catharina van Aragon (1485-1536)  | Catharina van Aragon (1485-1536)  |                                     |                                     |                                     |                                     |                                     |                                     |                                   |                                   |                                   |                                   |  |  |  |  |  |  |  |  |  |  |  |  |  |  |  |  |  |  |  |  |  |  |  |  |  |  |  |  |  |  |  |  |  |  |  |  |  |  |  |  |  |  |  |  |  |  |  |  |
|                          |                          |                          |                          |                                      |                                      |                                      |                                      |                                      |                                      |                                       |                                       |                                       |                                       |                                       |                                       |                                    |                                    |                                    |                                    |                                 |                                 |                                 |                                 | Maria I van Engeland (1516-1558) |                                 |  |  |                                 |                                 |                                 |                                 |                                     |                                     |                                     |                                     |                                     |                                     |                                  |                                  |                                  |                                  |                                   |                                   |                                     |                                     |                                     |                                     |                                     |                                     |                                   |                                   |                                   |                                   |  |  |  |  |  |  |  |  |  |  |  |  |  |  |  |  |  |  |  |  |  |  |  |  |  |  |  |  |  |  |  |  |  |  |  |  |  |  |  |  |  |  |  |  |  |  |  |  |

## Voetnoten
1. ↑  Whitelock 2010, p. 13. Gearchiveerd op 12 juni 2024.
2. ↑  Geoffrey Parker, Emperor. A New Life of Charles V, 2019, p. 662 noot 77

- Bibsys: 90589009
- Bibliothèque nationale de France: cb11939502q (data)
- Catàleg d'autoritats de noms i títols de Catalunya: 981058614671106706
- CiNii: DA1144536X
- Gemeinsame Normdatei: 118640917
- International Standard Name Identifier: 0000 0001 2134 5436
- Library of Congress Control Number: n50043642
- Nationale Bibliotheek van Letland: 000317668
- Bibliotheek van het Japanse parlement: 00621084
- Nationale Bibliotheek van Tsjechië: jn20011211027
- Nationale bibliotheek van Australië: 56963548
- Nationale Bibliotheek van Israël: 987007265172805171
- Nationale Bibliotheek van Polen: a0000002732879
- Nationale en Universitaire bibliotheek Zagreb: 000738235
- Nederlandse Thesaurus van Auteursnamen: 070738041
- Istituto Centrale per il Catalogo Unico: SBNV070131
- LIBRIS: 210907
- SNAC: w6gv6dm3
- Système universitaire de documentation: 027329224
- Museum of New Zealand Te Papa Tongarewa: 66156
- Trove: 1676766
- Union List of Artist Names: 500373204
- Virtual International Authority File: 57408108
- WorldCat: E39PBJqk67mp8dxTMcfYWr6dwC